# Tractat de Fontainebleau (1631)
|  | Per a altres significats, vegeu «Tractat de Fontainebleau». |

El Tractat de Fontainebleau (en alemany: Vertrag von Fontainebleau) fou un tractat signat el 30 de maig de 1631 entre Maximilià I de Baviera i el Cardenal Richelieu. L'acord va establir una aliança secreta entre els dos estats catòlics durant la Guerra dels Trenta Anys.

## Acord
El tractat, que tindrà una validesa de vuit anys, va obrir el camí a un acostament entre l'Electorat de Baviera i el Regne de França i va preveure una assistència militar mútua en cas d'agressió. En particular, la signatura d'aquest tractat havia de comportar l'ajuda de Baviera en cas d'un atac per part dels Habsburgs contra França, així com el reconeixement per part dels francesos de l'articulació de l'estat de Baviera com un electorat i de la seva tutela a l'Alt Palatinat. Per la seva banda Maximilià es va comprometre a no donar suport als enemics de França.

## Conseqüències
Al tractat realment va mancar valor, ja que el mateix any 1631 el rei Gustau II Adolf de Suècia, de religió protestant i aliat de França, atacà Baviera, la qual no rebé ajuda francesa. En les argumentacions posteriors, França adduí que fou Baviera la que havia iniciat el conflicte amb el Regne de Suècia, i com a tal s'anul·là el tractat d'ajuda mútua. En aquell moment, i preveient més atacs suecs contra Baviera, Maximilià I buscà l'aliança amb el Sacre Imperi Romanogermànic.